# Fruto Chamorro
Fruto Chamorro Pérez (1804-Nicarágua, 1855) foi militar e estadista guatelmateco. Constitucionalista, foi ministro da Fazenda e governador de Nicarágua em 1845. Como deputado, teve decisiva atuação na fundação da Universidade de Granada. Eleito presidente da República, enfrentou a sedição militar, preparada em Honduras, que o sitiou em Granada durante vários meses.